# Alf Westerberg
Alf Ingemar Westerberg, född 15 november 1960 i Trelleborg, är en svensk fotbollstränare.
Westerberg har haft posten både  som huvudtränare (1999-2000 och 2012) och som assisterande tränare i Trelleborgs FF. Han har även varit huvudtränare i Kalmar FF (1991-1992) och assisterande tränare i Malmö FF. Han har tidigare varit tränare i Färjestadens GoIF på Öland.
2013 tog Alf över tränarposten för IFK Göteborgs U-19 lag. Sedan 2015 är han assisterande till Jörgen Lennartsson för A laget. När Jörgen Lennartsson fick sparken under sommaren 2017 tog han över som huvudtränare för IFK Göteborg och fick med sig Torbjörn Nilsson som assisterande tränare.
Den 22 december 2020 blev Westerberg klar som assisterande tränare i Mjällby AIF. I augusti 2021 fick Westerberg lämna sin roll som assisterande tränare i Mjällby. Inför säsongen 2022 återvände Westerberg till Malmö FF, där han fick en roll som lagkoordinator.
Westerberg har även arbetat som journalist, bland annat på Barometern.